# OTMA

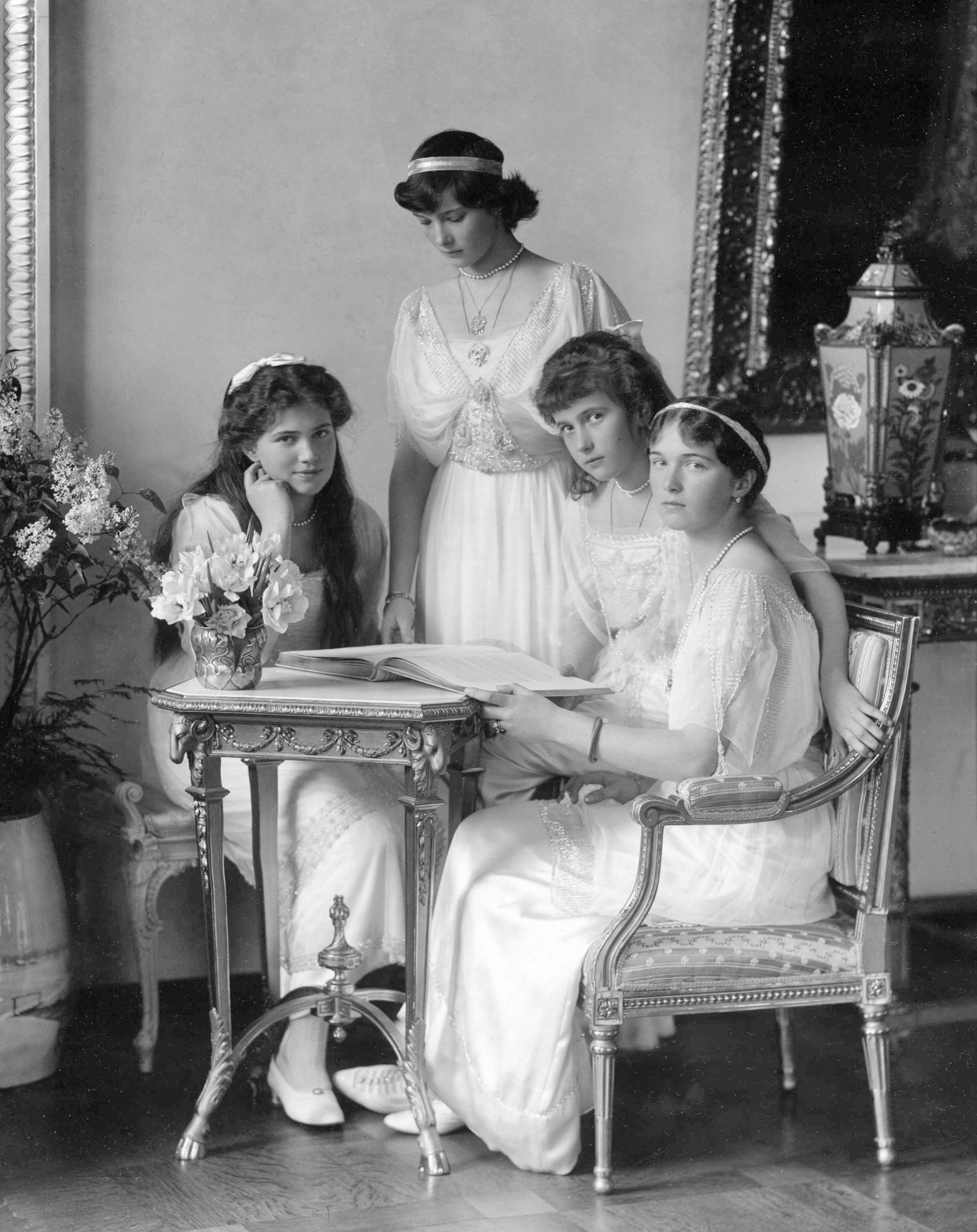
OTMA da sinistra a destra, Maria, Tatiana, Anastasia e Olga Nikolaevna in una foto formale del 1914.

OTMA era un acronimo a volte usato dalle quattro figlie dell'Imperatore Nicola II di Russia e dalla sua consorte, Aleksandra Fëdorovna, come soprannome di gruppo per se stesse, costituito dalla prima lettera del nome di ogni ragazza nell'ordine delle loro nascite:
- Ольга - Olga Nikolaevna Romanova (15 novembre 1895 - 17 luglio 1918) era la figlia maggiore.
- Татьяна - Tatiana Nikolaevna Romanova (10 giugno 1897 - 17 luglio 1918) fu la seconda figlia.
- Мария - Maria Nikolaevna Romanova (26 giugno 1899 - 17 luglio 1918) era la terza figlia.
- Анастасия - Anastasia Nikolaevna Romanova (18 giugno 1901 - 17 luglio 1918) fu la quarta e più giovane figlia.

Si noti come le forme in caratteri romani e cirillici di tutte e quattro le lettere iniziali sono identiche in forma stampata.

## Descrizione
Nella loro infanzia le ragazze non usavano giocare spesso insieme, ma erano divise in coppie: la “Grande Coppia”, formata dalle due figlie maggiori Olga e Tatiana, e la “Piccola Coppia”, formata dalle due figlie minori Maria e Anastasia. Col passare degli anni e il crescere delle granduchesse, queste ultime iniziarono a passare maggiore tempo assieme, condividendo nel più e nel meno gli stessi interessi e i medesimi argomenti, ottenendo così il soprannome di OTMA, da loro inventato per intendere la loro vicinanza e il loro affetto l'un l'altra, scrivendolo spesso nei loro diari. Le ragazze erano pronipoti della regina Vittoria, e, sebbene "completamente russe", crebbero parlando fluentemente russo e inglese tra di loro e con loro madre. Mentre la famiglia era stata arrestata e messa in cattività dopo la Rivoluzione russa del 1917, fu loro permesso di inviare poche lettere, così le sorelle spesso firmarono con questo soprannome le lettere che avevano scritto insieme per i propri cari e amici.

Fotografie dei figli dello zar Nicola II
Le sorelle OTMA e Alexei che giocano al girotondo a bordo dello yacht Štandart, 1906.
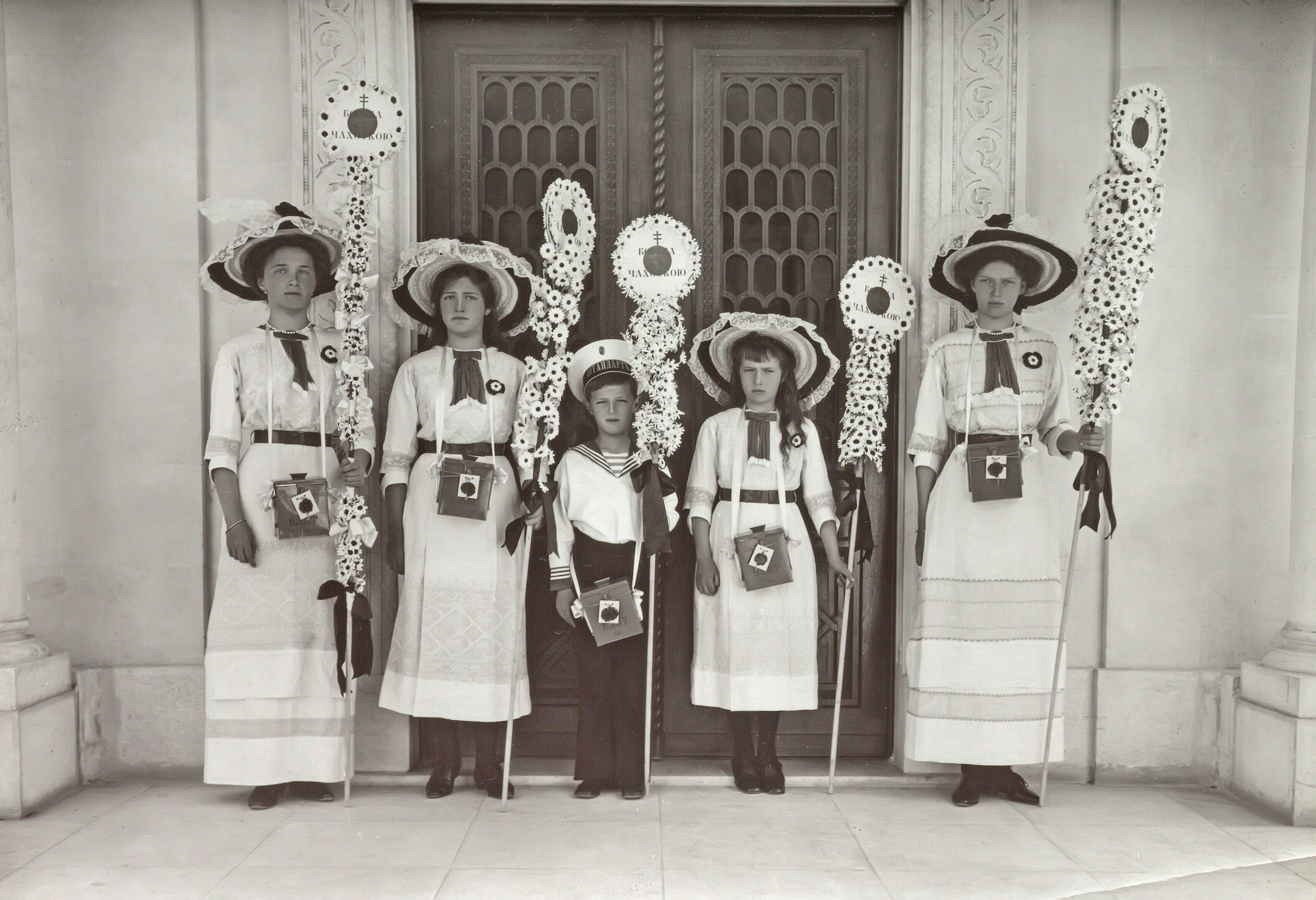
Le sorelle OTMA nella Giornata del Fiore Bianco del 1912, pronte ad andare in giro per le cittadine di Livadija e Jalta (in Crimea) a vendere fiori bianchi per ricavare donazioni a favore dei tubercolotici.
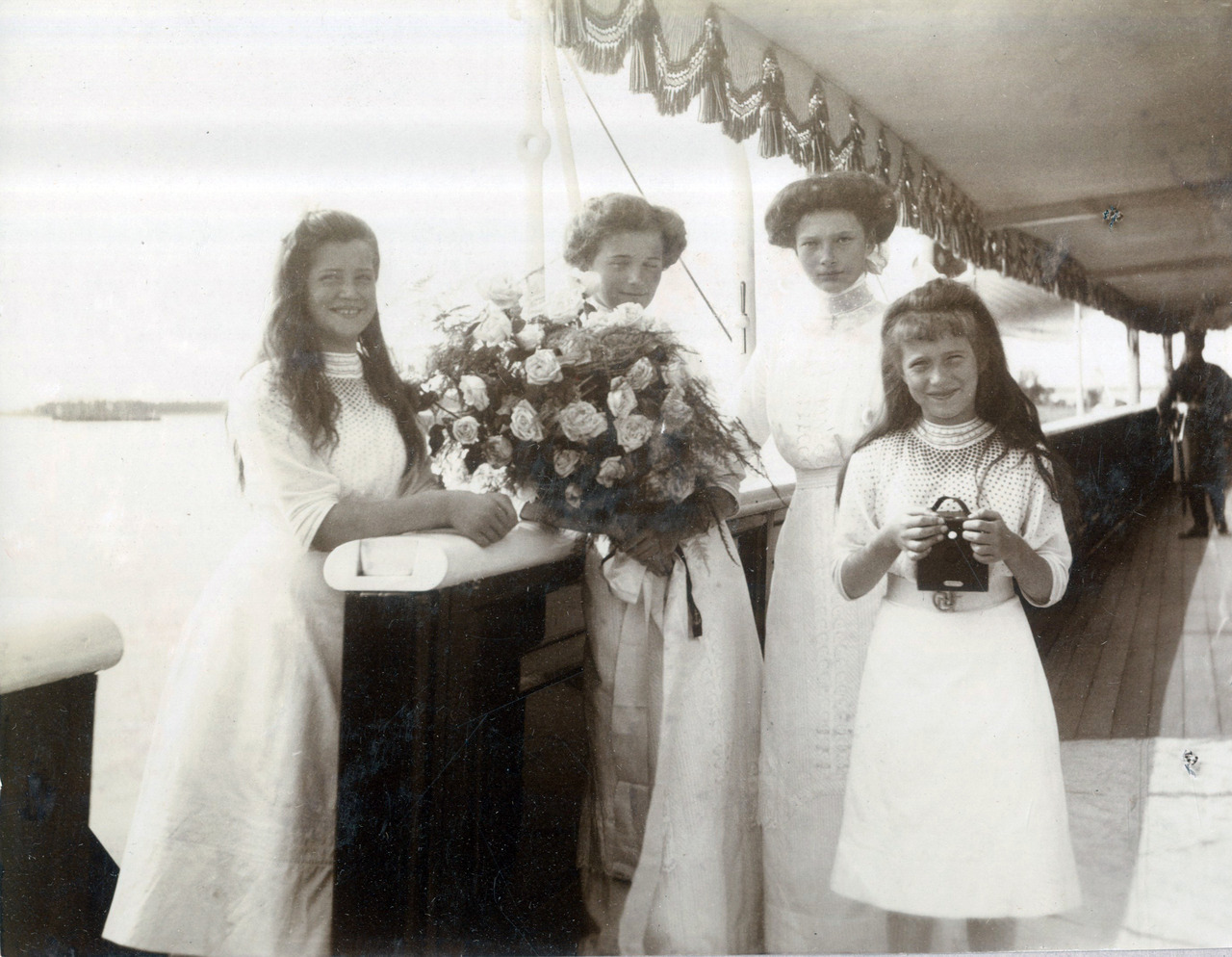
Le sorelle OTMA nel giorno dell'onomastico di Olga (al centro), 24 luglio 1912. Anastasia ha in mano una Kodak Brownie no. 2. Tutte le sorelle avevano una macchina ciascuna ed erano solite scattare migliaia di foto ogni anno, disponibili pubblicamente anche su Wikimedia Commons.
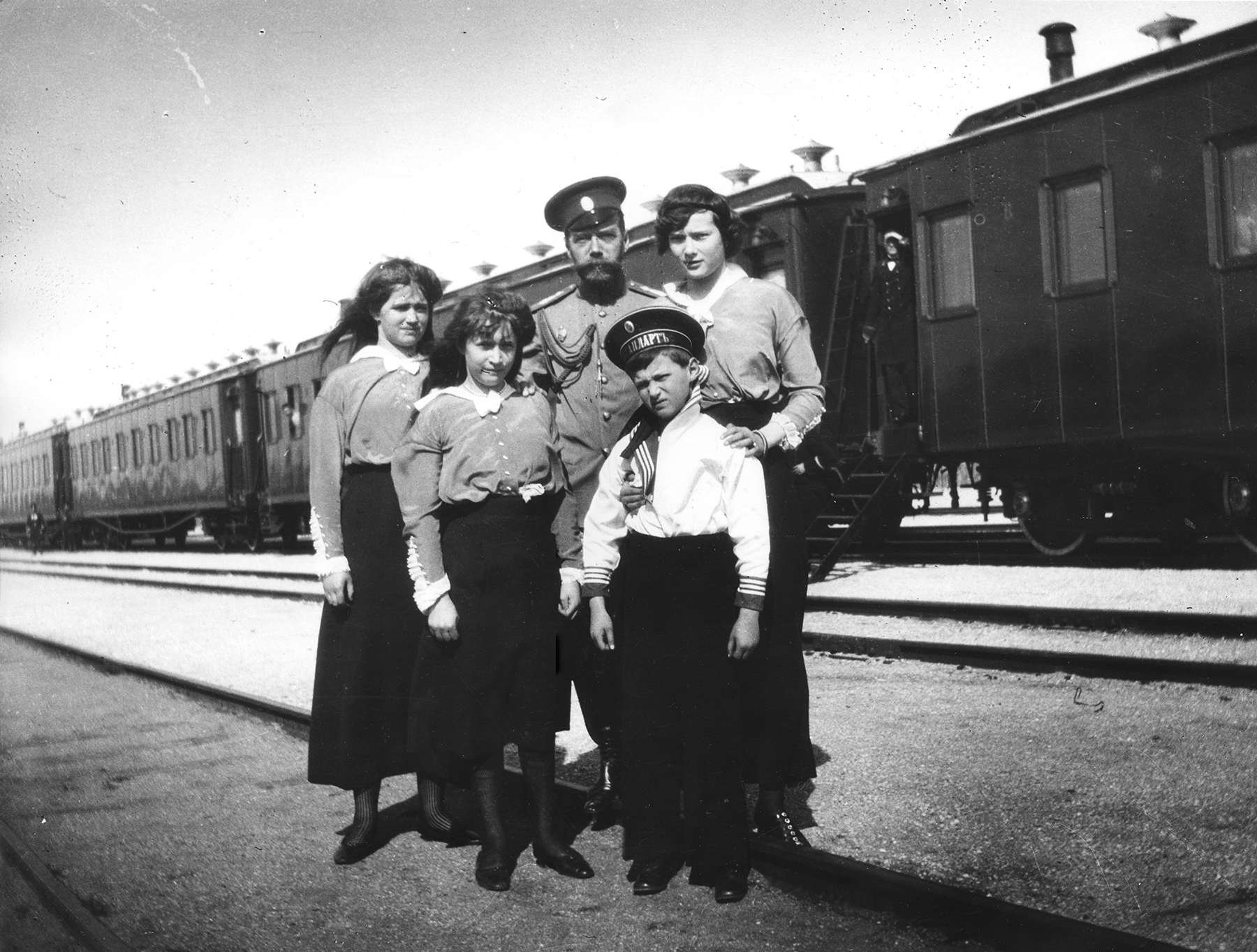
Le sorelle OTMA (Olga non visibile) insieme allo zar nella stazione di Poshtove, in Crimea, marzo 1914.
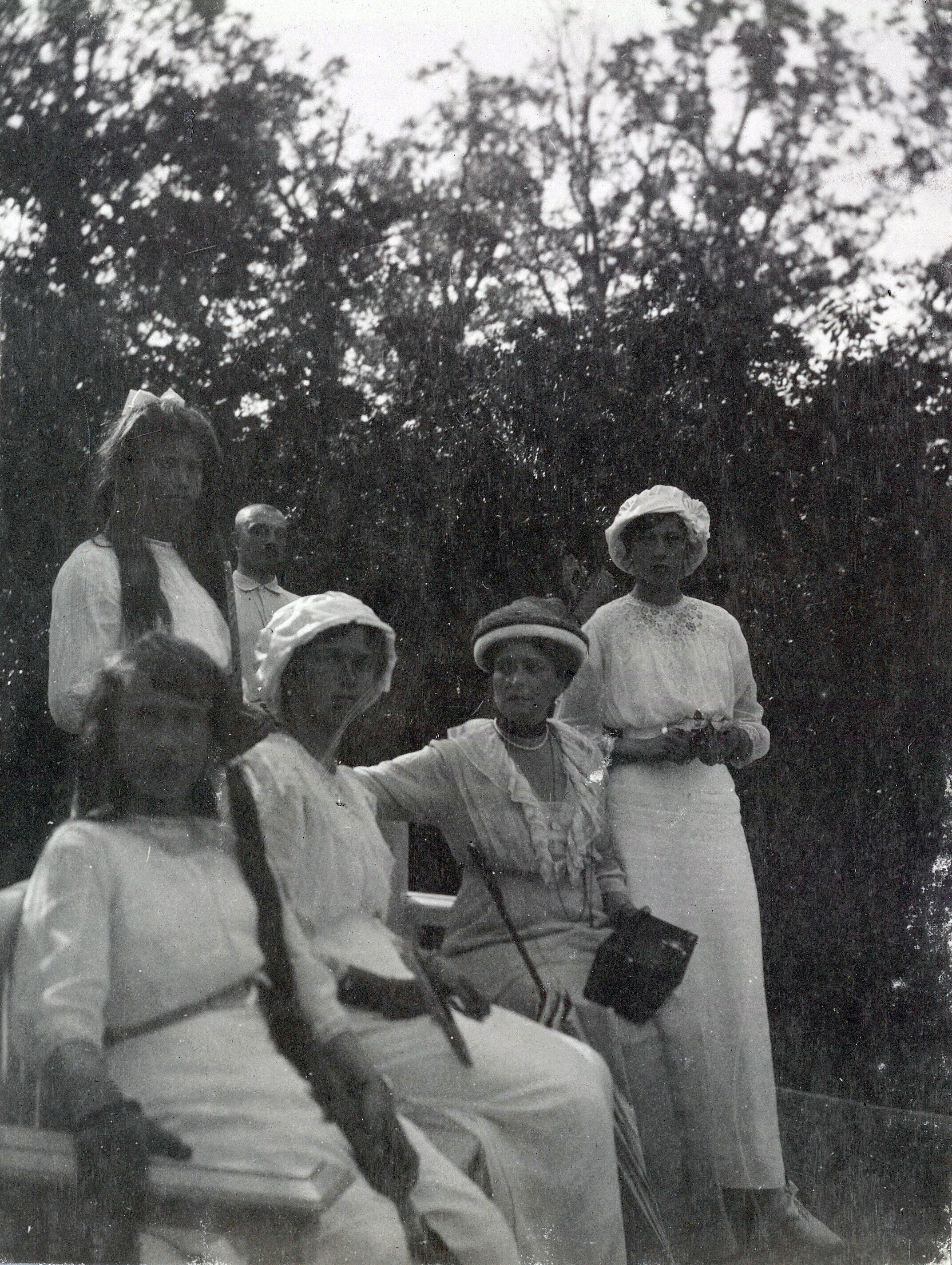
Le sorelle OTMA insieme alla loro madre Alexandra, 1914.
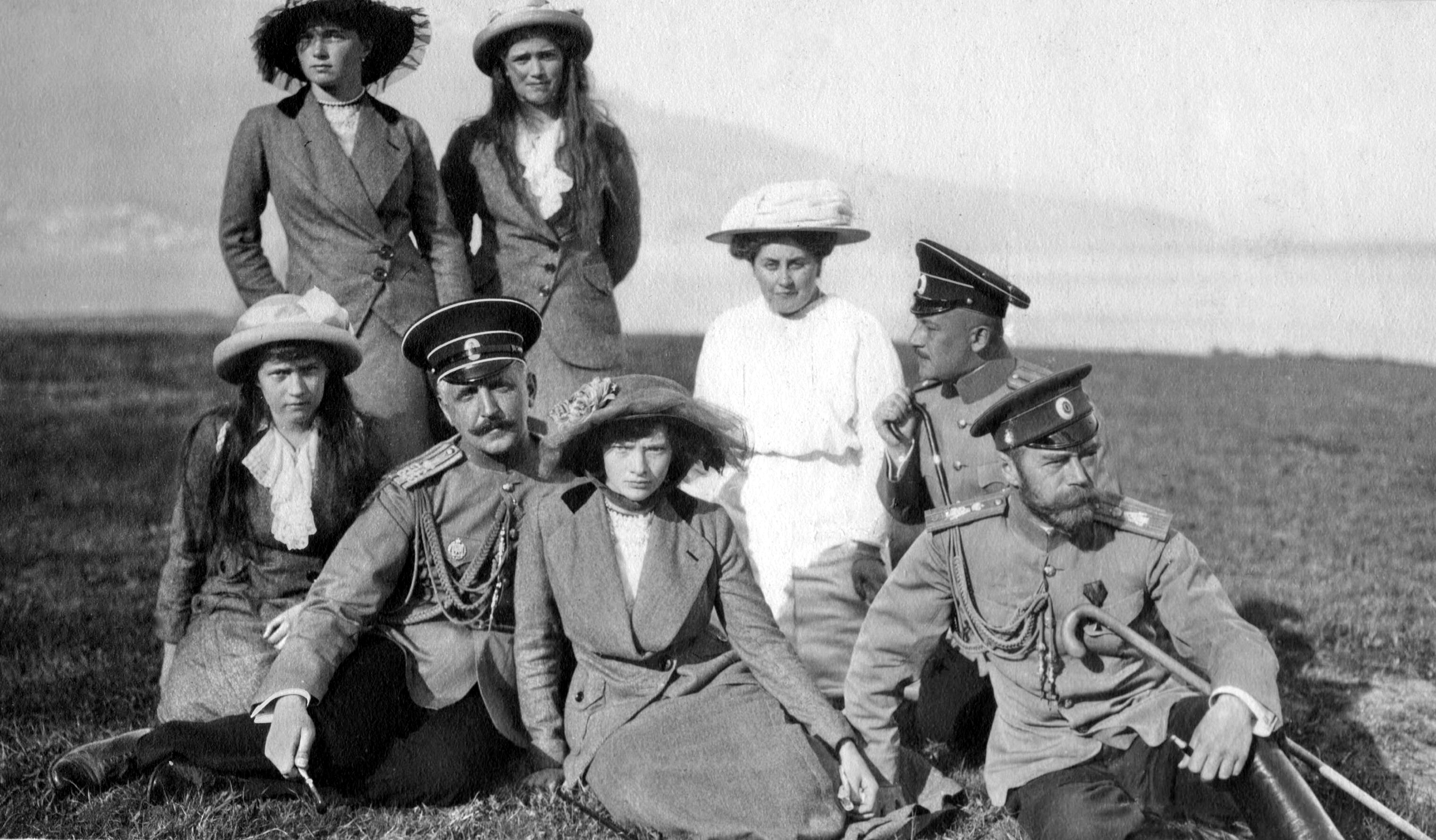
Le sorelle OTMA insieme al loro padre Nicola II, Anna Vyrubova e Nikolai Sablin e un ufficiale in una gita in Crimea, 1914.
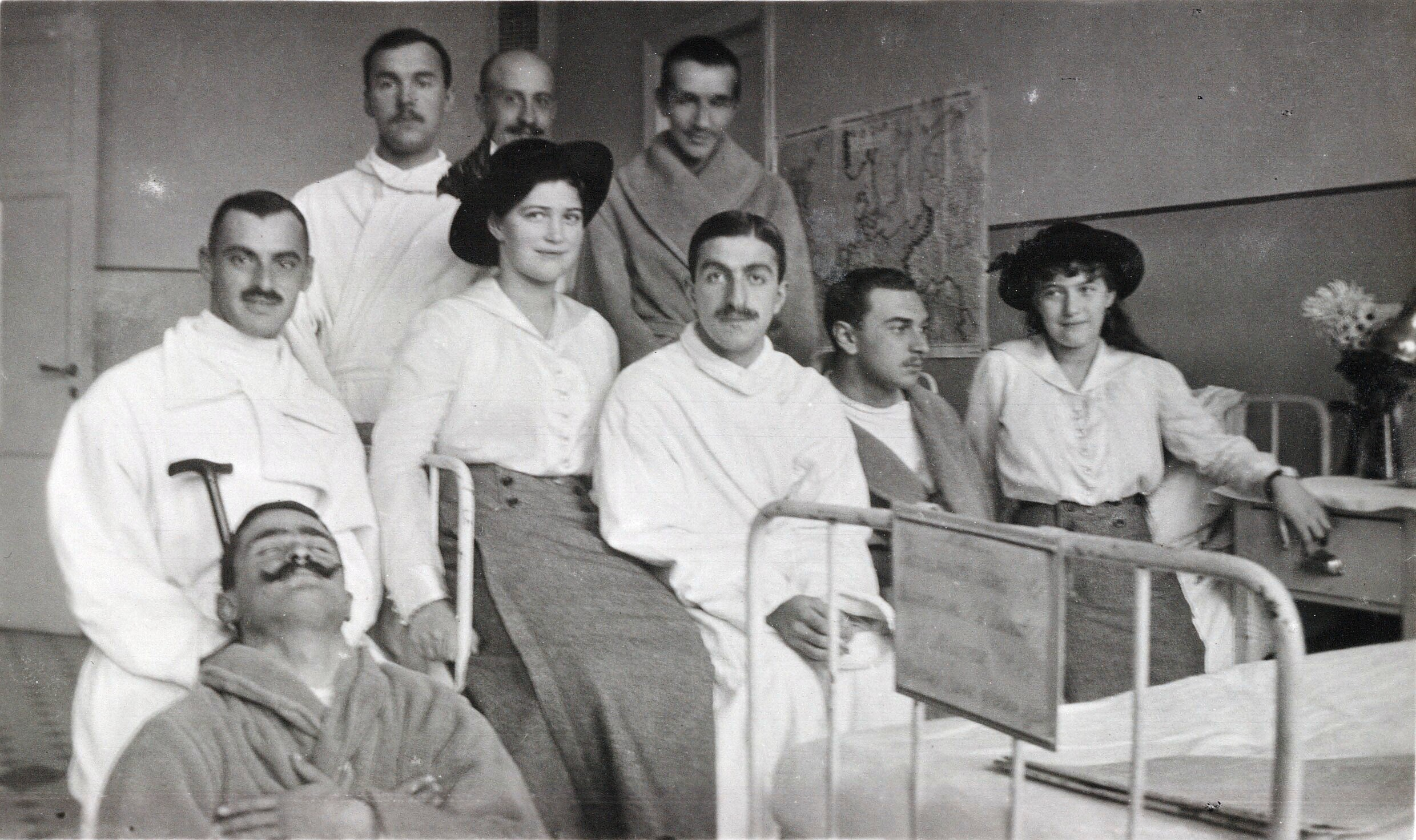
Anastasia e Maria insieme a dei soldati feriti all'ospedale di Feodorovsky gorodok, dove vi prestavano assistenza ogni giorno durante la guerra insieme alle due sorelle maggiori e alla madre, 1915.
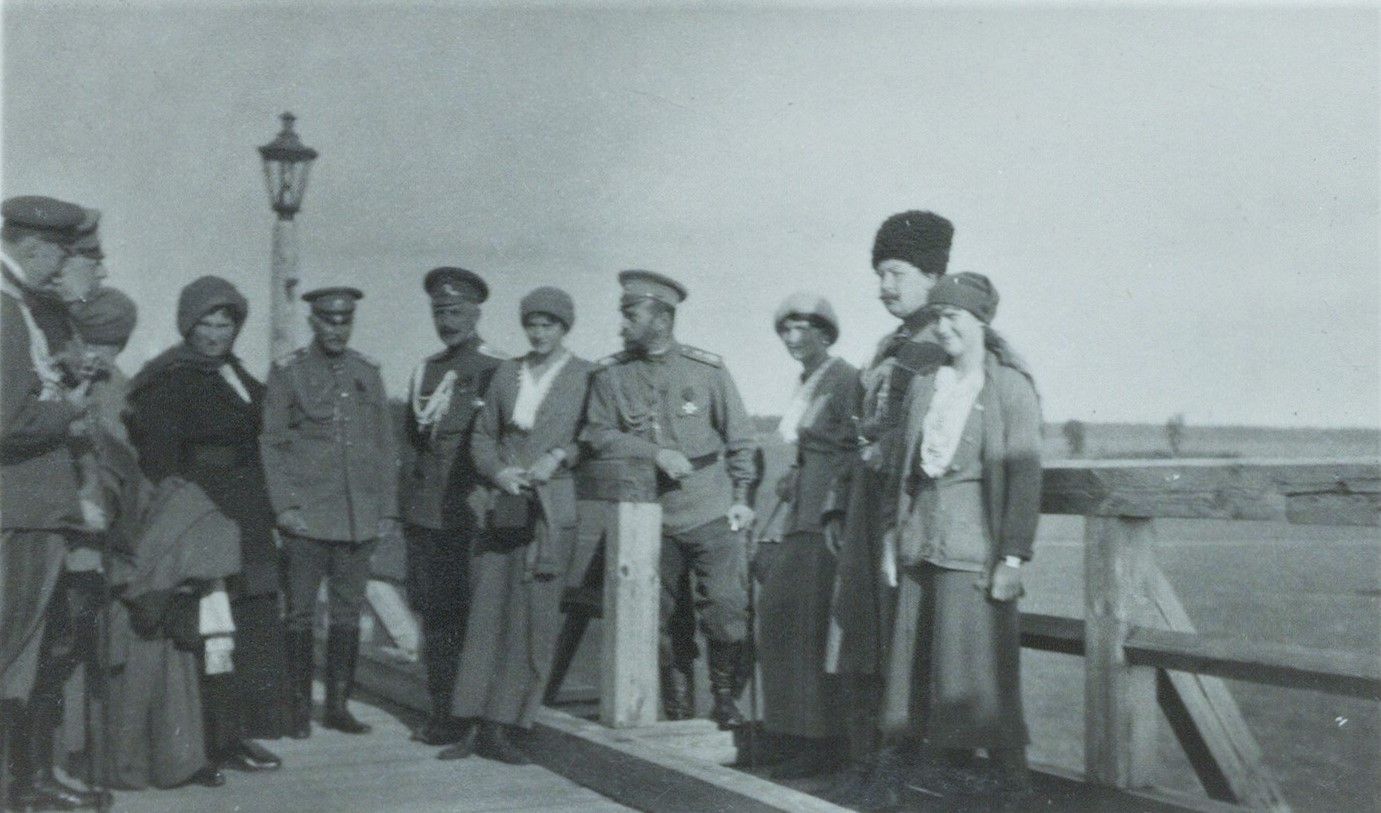
Le sorelle OTMA insieme ai loro genitori e ad altre persone su un ponte vicino a Mogilev (oggi in  Bielorussia), dove i quartier generali dell'esercito russo erano situati, tarda estate 1916.
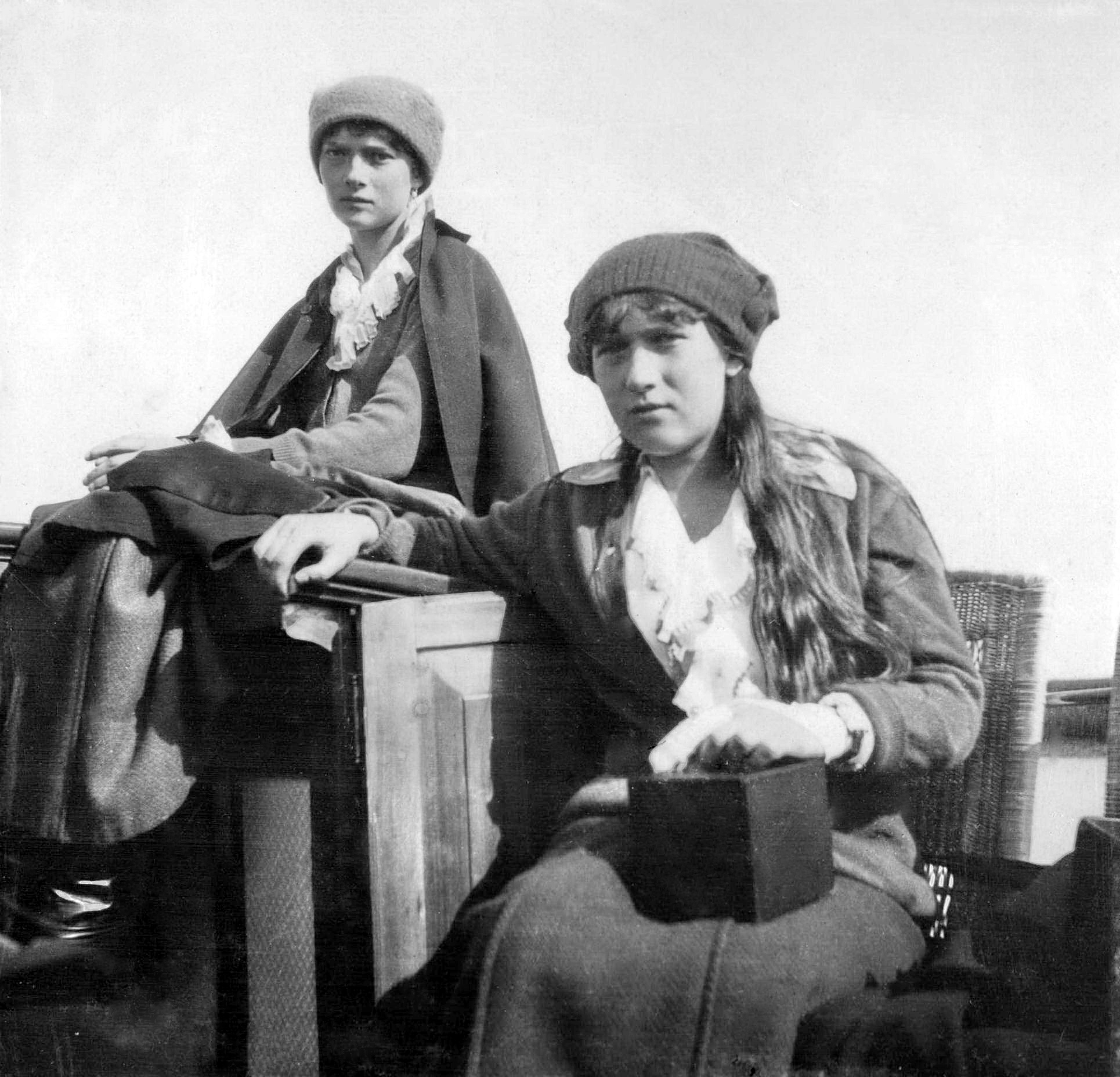
Le sorelle OTMA sul fiume Dnepr vicino a Mogilev (tarda estate 1916): Anastasia, Tatiana...
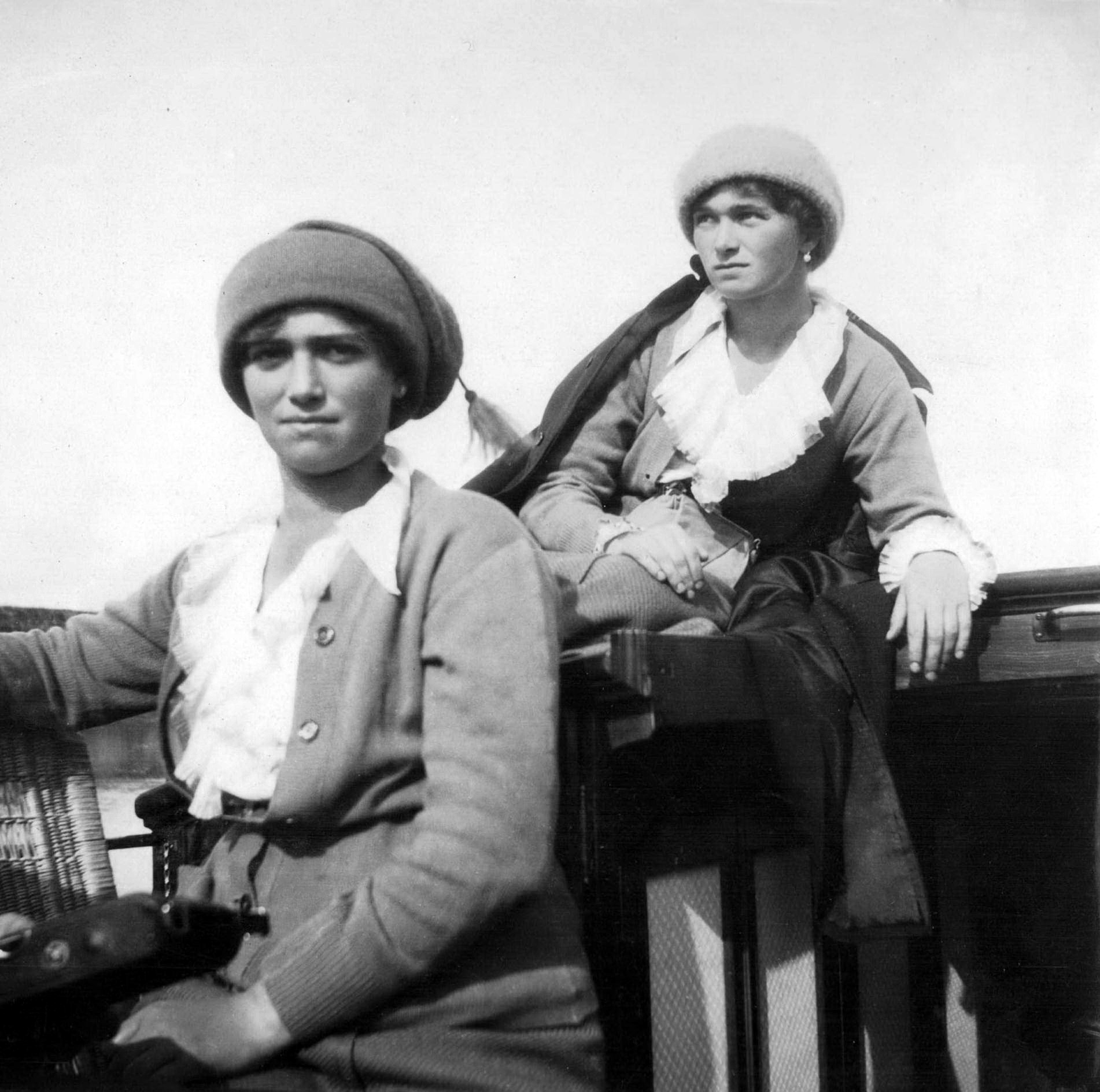
...Maria e Olga.
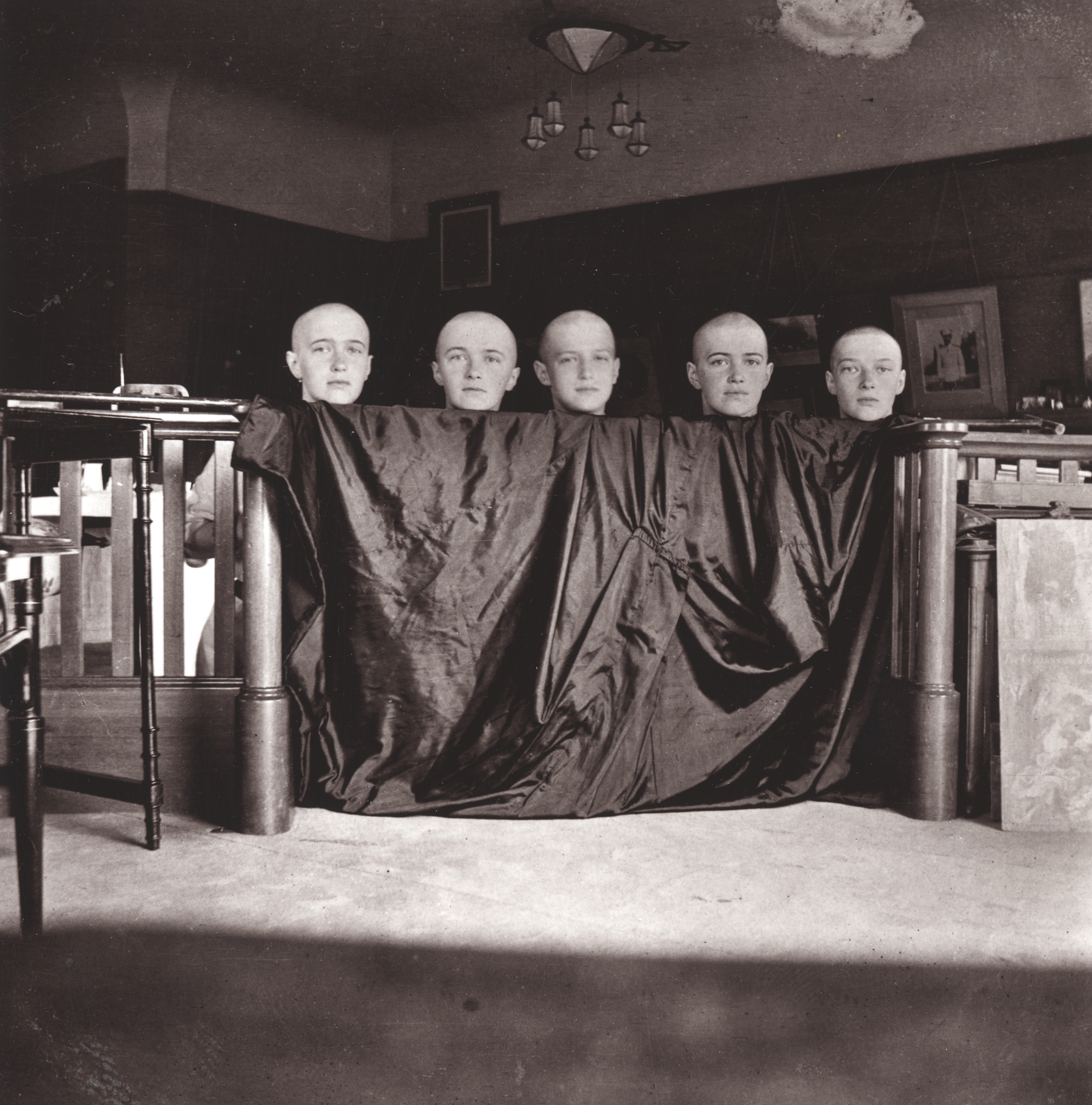
Le sorelle OTMA e Alexei (al centro) nella primavera 1917, dopo aver perso i capelli a causa delle cure per combattere il morbillo.